# Dodonaea malvacea
Dodonaea malvacea är en kinesträdsväxtart som först beskrevs av Karel Domin, och fick sitt nu gällande namn av M.G.Harr.. Dodonaea malvacea ingår i släktet Dodonaea och familjen kinesträdsväxter. Inga underarter finns listade i Catalogue of Life.